# New Jazz Conceptions
《New Jazz Conceptions》은 미국의 재즈 피아니스트 빌 에번스의 데뷔 앨범이다. 1957년 리버사이드 레코드가 발매하였다.

## 역사
리버사이드 레코드사의 프로듀서인 Orrin Keepnews는 빌 에번스의 연주가 들어있는 테이프를 들은 후 그의 앨범을 녹음하기로 결정했다. 11개의 곡이 단 한 세션으로 녹음되었으며 가장 유명한 작품 중 하나인 "Waltz For Debby"가 처음으로 수록된 앨범이다.
앨범은 2006년 보너스 트랙을 포함하여 재발매되었다.

## 평가
앨범이 다운비트, 메트로놈 매거진의 긍정적인 리뷰를 비롯해 대체로 좋은 평가를 받았으나, 처음 발매됐을 때 단 800장이 팔림으로써 상업적으로는 실패하고 말았다.
올 뮤직 가이드의 평론가 Scott Yanow는 앨범에 대해 이렇게 평가했다. "빌 에반스의 데뷔 앨범은 이 27살의 피아니스트가 당시 버드 파웰의 영향을 받은 대부분의 피아니스트들과는 확연히 다른 사운드를 들려주고 있음을 보여준다... 그의 대단한 커리어에 있어 강력한 출발점이다."

## 곡목

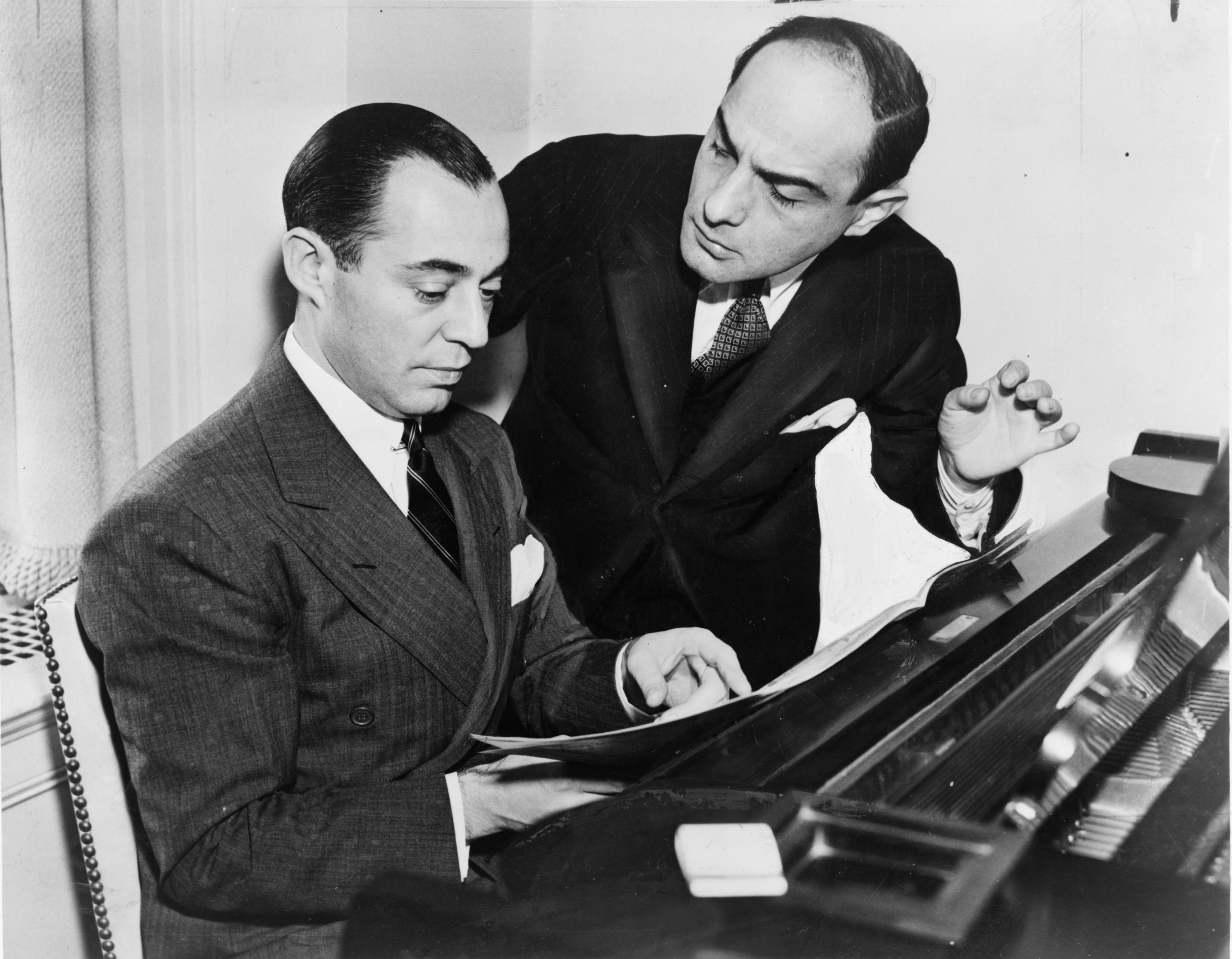
"My Romance"를 작곡한 1936년의 리차드 로저스(왼쪽)와 작사한 로렌즈 하트(오른쪽)

| #            | 제목                                   | 작곡          | {{{기타정보}}}      | 재생 시간 |
| ------------ | -------------------------------------- | ------------- | ------------------- | --------- |
| 1.           | 〈I Love You〉                         | 콜 포터       |                     | 3:55      |
| 2.           | 〈Five〉                               | 빌 에반스     |                     | 5:31      |
| 3.           | 〈I Got It Bad (And That Ain't Good)〉 | 듀크 엘링턴   |                     | 1:39      |
| 4.           | 〈Conception〉                         | 조지 시어링   |                     | 4:47      |
| 5.           | 〈Easy Living〉                        | 레오 로빈     |                     | 4:19      |
| 6.           | 〈Displacement〉                       | 빌 에반스     |                     | 2:36      |
| 7.           | 〈Speak Low〉                          | 쿠르트 웨일   |                     | 5:10      |
| 8.           | 〈Waltz for Debby〉                    | 빌 에반스     |                     | 1:20      |
| 9.           | 〈Our Delight〉                        | 태드 다메론   |                     | 4:47      |
| 10.          | 〈My Romance〉                         | 리처드 로저스 |                     | 2:01      |
| 11.          | 〈No Cover, No Minimum [Take 1]〉      | 빌 에반스     | 재발매판 보너스트랙 | 8:14      |
| 12.          | 〈No Cover, No Minimum〉               | 빌 에반스     |                     | 7:31      |
| 총 재생 시간 | 총 재생 시간                           | 총 재생 시간  | 총 재생 시간        | 41:42     |

## 세션
- 빌 에반스 - 피아노
- 테디 코틱 - 더블베이스
- 폴 모티안 - 드럼

## 제작
- 오린 킵뉴스 - 프로듀서
- 빌 그로어 - 프로듀서
- 잭 히긴스 - 엔지니어
- 타마키 벡 - 마스터링